# Catocala coccinata
Catocala coccinata är en fjärilsart som beskrevs av Augustus Radcliffe Grote 1872. Catocala coccinata ingår i släktet Catocala och familjen nattflyn. Inga underarter finns listade i Catalogue of Life.

## Bildgalleri

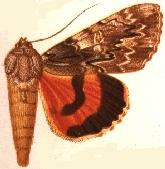
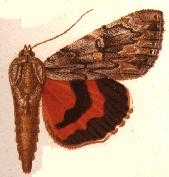